# Odynerus zavattarianus
Odynerus zavattarianus är en stekelart som beskrevs av Giordani Soika. Odynerus zavattarianus ingår i släktet lergetingar, och familjen Eumenidae. Inga underarter finns listade i Catalogue of Life.